# Мартинес, Элизабет
Элизабет Мартинес Гарсия (исп. Elisabet Martínez García), также известна как Эли Мартинес (исп. Eli Martínez, родилась 13 июня 1988 года в Манльеу) — испанская регбистка, выступающая на позиции винга. В составе сборной Испании по регби-7 — участница летних Олимпийских игр 2016 года и капитан сборной.

## Биография
Эли училась в университете Вик, играла в 2006—2012 годах за команду университета «Лас Гарринес». С 2008 года выступает за команду «ГЭИЭГ» из Жироны, в сезоне 2011/2012 выступала в английском «Ричмонде». Чемпионка Испании 2014 года среди автономных сообществ в составе команды Каталонии и чемпионка Каталонии 2013/2014. Получила образование в сфере физической культуры и спорта, а также окончила курсы психологии.
В составе сборной Испании по регби-15 — чемпионка Европы 2010 и 2013 годов, серебряный призёр чемпионата Европы 2011 года. В составе сборной Испании по регби-7 — чемпионка Европы 2010 года, серебряный призёр чемпионатов Европы 2011 и 2012 годов, чемпионка мира среди студенток 2010 года. Выступала в составе сборной Испании в Мировой серии по регби-7, завоевав бронзовые медали в 2012 году в Дубае. На чемпионате мира 2013 года в Москве заняла 4-е место со сборной Испании. На финальном квалификационном турнире 2016 года была капитаном сборной (в финале Испания обыграла Россию 19:12). На самих играх с командой заняла 7-е место, при этом, начиная с чемпионата Европы 2015 года и до конца олимпийского цикла выступала с травмой. К соревнованиям в полноценном формате вернулась в июле 2017 года. 19 июля 2019 года Эли объявила о завершении карьеры в сборной по регби-7.